# 성 미하일 황금 돔 수도원

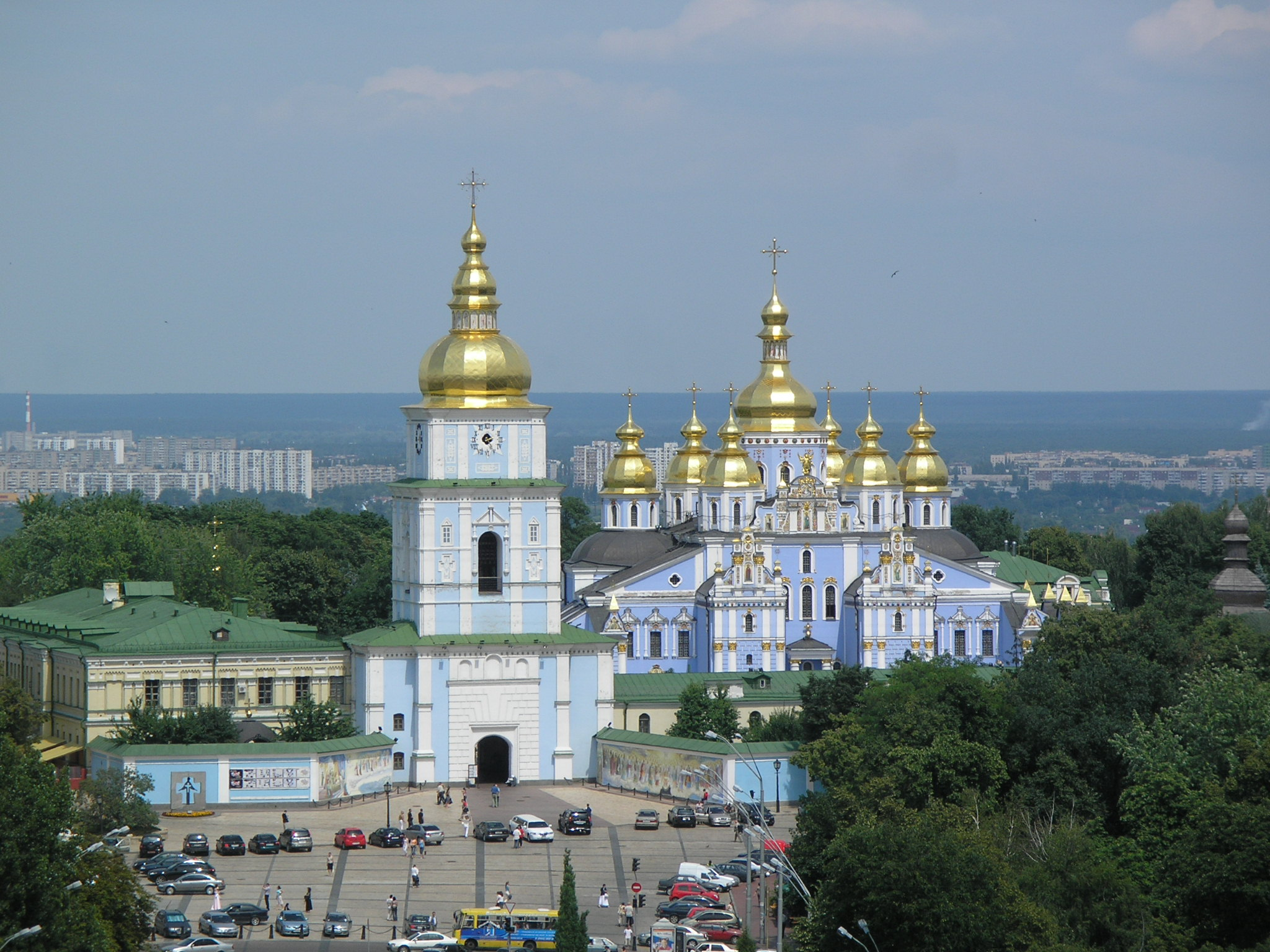
성 미하일 황금 돔 수도원

성 미하일 황금 돔 수도원(우크라이나어: Михайлівський золотоверхий монастир)은 우크라이나 키이우에 위치한 우크라이나 정교회의 수도원이다.

## 역사
1108년부터 1113년까지 키예프 루스의 스뱌토폴크 2세 대공에 의해 건설되었다. 수도원은 비잔티움 제국의 수도원 건축 양식을 띠고 있으며 수도원 이름은 대천사 미카엘에서 유래된 이름이다.
1240년 몽골 제국의 침공으로 인해 파괴되었지만 1496년 동방 정교회 수도원으로 복원되었다. 1620년에는 키이우 관구장 주교의 관저로 사용되었고 1633년에는 수도원장이 임명되었다.
1108년 스뱌토폴크 2세의 아내가 성녀 바르바라의 유품을 콘스탄티노폴리스에서 키이우로 옮긴 뒤부터 순례지로 널리 알려졌다. 특히 카자크의 수장이었던 이반 마제파는 이 수도원에 은으로 만든 성골함을 기부하기도 했다. 18세기에는 수도원 내부에 있던 비잔티움 전통 장식을 보존하는 대신에 수도원 외부를 우크라이나 바로크 건축 양식으로 개조하는 작업이 진행되었다. 1800년 이후에는 체르니히우 주교의 관저로 사용되었다.
1934년부터 1936년까지 소련에 의해 수도원이 철거되었으며 수도원이 있던 자리에는 정부 청사가 들어섰다. 수도원에 있던 문화재와 귀중품은 러시아 모스크바, 레닌그라드의 박물관으로 옮겨졌다.
1991년 우크라이나가 독립한 이후부터 수도원 복원 공사가 진행되었다. 수도원 복원 공사는 1999년에 완료되었으며 수도원의 소유권은 키이우 총대주교좌 우크라이나 정교회에 양도되었다.
2001년부터 2004년까지 러시아의 여러 박물관에 있던 수도원의 모자이크 벽화와 문화재가 우크라이나에 반환되었으며 2006년에는 러시아 상트페테르부르크의 에르미타주 박물관에 있던 수도원의 프레스코 벽화가 키이우에 반환되었다.

## 사진

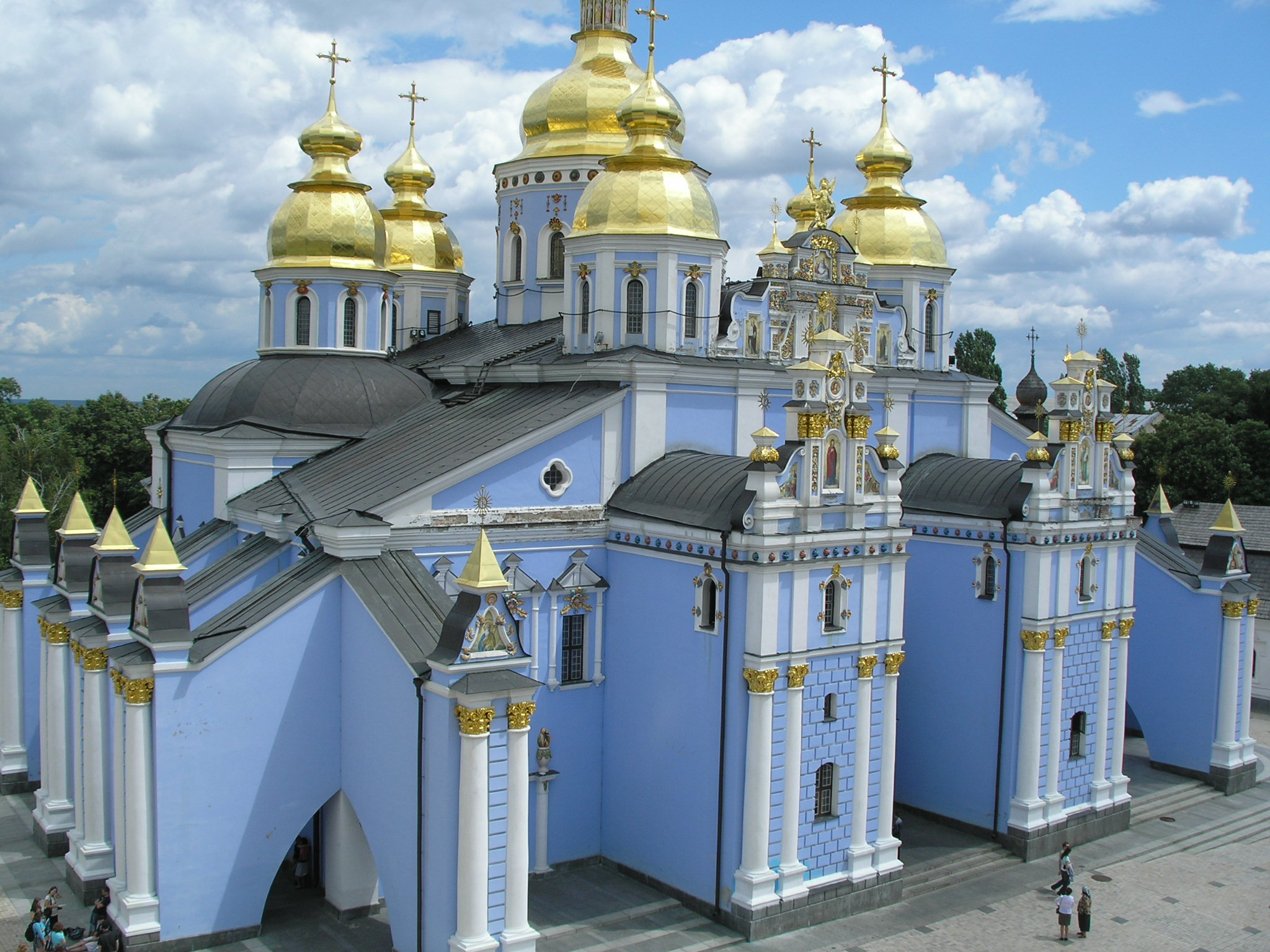
성 미하일 황금 돔 수도원
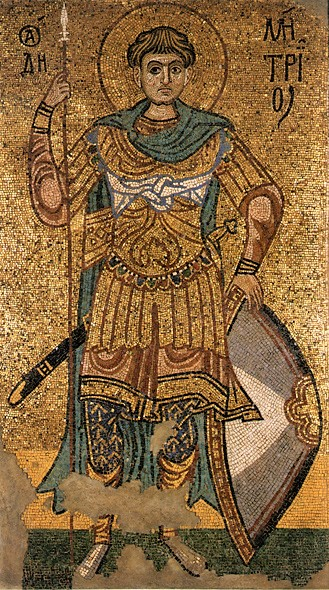
성 미하일 황금 돔 수도원에 있는 성 데메트리오스 모자이크 조각

## 같이 보기
- 우크라이나 정교회